# Pinyó (mecanisme)

Pinyó i roda.

En mecànica, un pinyó és la roda d'un mecanisme de cremallera o la roda més petita d'un parell de rodes dentades, ja sigui en una transmissió per engranatge, cadena de transmissió o corretja de transmissió. També es denomina pinyó tensor a la roda dentada destinada a tensar una cadena o una corretja dentada d'una transmissió.
En una etapa d'engranatge, la roda més gran s'anomena «corona», mentre que en una transmissió per cadena com la d'una bicicleta, la roda major es denomina «plat». En un tren d'engranatges de diverses etapes, la corona de l'una etapa gira solidàriament amb el pinyó de l'etapa consecutiva.
En les transmissions per cadena i per corretja, un pinyó massa petit dona lloc a majors curvatures en l'element flexible de la transmissió, la qual cosa incrementa el desgast i disminueix la vida útil dels elements.

## Principi de funcionament segons la relació de transmissió

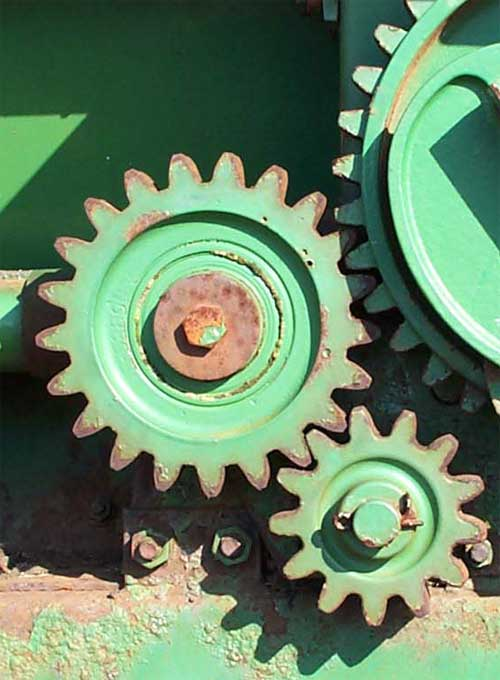
Engranatge d'una màquina agrícola on el moviment del pinyó es transmet a través d'una roda boja. Aquesta roda intermèdia permet variar la relació de transmissió canviant el nombre de dents del pinyó i de la corona sense necessitat de variar la distància entre l'eix motriu i l'eix conduït.

Pinyó i cadena de transmissió de rodets.

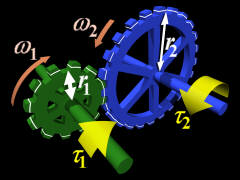
Principi de funcionament d'un parell de rodes dentades.

Quan el pinyó és petit, de manera que hauria poca distància des de la base de la dent fins a un chavetero, les dents es tallen mitjançant una Mecanització en l'eix. Això comporta l'inconvenient d'usar el mateix material per l'eix que per al dentat, la qual cosa pot portar a fer necessari realitzar algun tractament tèrmic superficial per endurir la superfície de les dents del pinyó mentre que el nucli de l'eix i la base de les dents han de ser resistents a esforços estàtics i de fatiga mecànica. En canvi, quan hi ha espai suficient, es munta el pinyó en un eix amb un chavetero o en un eix nervat.
En el cas de formar part d'un mecanisme reductor de velocitat, la relació de transmissió, que és la raó geomètrica entre la velocitat de sortida i la velocitat d'entrada, serà menor a la unitat i, per tant l'eix de sortida gira més a poc a poc que l'eix d'entrada, com en la transmissió d'un automòbil, on el pinyó és una roda motriu. En canvi, en un mecanisme multiplicador de velocitat, en què l'eix de sortida gira més de pressa que l'eix d'entrada, com en la transmissió d'una bicicleta, el pinyó és la roda conduïda.
Igualant les velocitats lineals en les circumferències primitives del pinyó i la corona, s'obté la següent expressió:
v = ω  i  r  i  = ω  s  r  s  ;
on
- v és la velocitat lineal en la circumferència primitiva;
- ω  i  és la velocitat angular a l'entrada;
- ω  s  és la velocitat angular a la sortida;
- r  i  és el radi primitiu a l'entrada;
- r  s  és el radi primitiu a la sortida.

Com ambdues rodes dentades han de tenir el mateix pas entre dents i, per tant, el mateix mòdul (M), la relació entre el diàmetre primitiu (Dp) i el nombre de dents (Z) serà igual en les dues.
{\displaystyle M={\frac {Dp_{e}}{Z_{e}}}={\frac {Dp_{s}}{Z_{s}}}}
{\displaystyle {\frac {M}{2}}={\frac {r_{e}}{Z_{e}}}={\frac {r_{s}}{Z_{s}}}}
Per tant, la relació de transmissió (i) serà igual a:
{\displaystyle i={\frac {\omega _{s}}{\omega _{e}}}={\frac {r_{e}}{r_{s}}}={\frac {Z_{e}}{Z_{s}}}}
Aplicant la llei d'acció i reacció, la força que fa la roda motriu sobre la conduïda seria igual i de sentit oposat a la força resistent.
{\displaystyle F\approx T_{e}r_{e}\approx T_{s}r_{s};}
on
- T  i  és el moment de força a l'entrada;
- T  s  és el moment de gir a la sortida;

No obstant això, el parell obtingut en l'eix conduït és inferior al calculat d'aquesta manera, doncs es perd energia mecànica a conseqüència de la fricció.
{\displaystyle i={\frac {r_{e}}{r_{s}}}>{\frac {T_{s}}{T_{e}}}}

## Usos
- Generalment els pinyons es col·loquen en l'eix motor (el pinyó mou a la roda), i serveixen per reduir la transmissió (velocitat de gir), però augmenta la força de palanca en la mateixa proporció.
- També poden col·locar en l'eix mòbil (la roda mou al pinyó), si cal augmentar la transmissió, tot i que disminueix la força de palanca en la mateixa proporció.

En ambdós casos, la relació inversa velocitat-força és deguda a la llei de la palanca, ja que els radis són els braços de palanca.

## Altres mecanismes
De vegades el pinyó no treballa amb una altra roda, sinó amb una recta dentada, anomenada cremallera, i s'utilitza per elevar vehicles o contenidors en vertical o pendents pronunciades, com és el cas del ferrocarril de cremallera.